# Ctenusa marginifera
Ctenusa marginifera är en fjärilsart som beskrevs av Walker 1865. Ctenusa marginifera ingår i släktet Ctenusa och familjen nattflyn. Inga underarter finns listade i Catalogue of Life.